# Ivan Nyikolajevics Kramszkoj
Ivan Nyikolajevics Kramszkoj oroszul: Иван Николаевич Крамской (Osztrogozsszk, Voronyezsi kormányzóság, Oroszország, 1837. május 27. – Szentpétervár, Oroszország, 1887. március 24.) orosz realista festő.

## Élete és művészete
Kramszkoj a városi elöljáróság írnokának családjában született. Gyerekkorában retusőrként dolgozott egy fényképésznél, majd azzal együtt végigjárt több várost, végül Szentpétervárra érkezett. Itt a főváros híres fényképészéhez került, majd 1857–ben felvették a Művészeti Akadémiára. Megismerkedett a társadalmi haladás igényével fellépő értelmiség eszméivel, és miután szembekerült az oktatás merev szabályaival, 14 társával együtt 1863-ban eltávolították az akadémiáról. Ő kezdeményezte az első Szentpéterváron kívüli, Nyizsnyij Novgorodban megtartott képzőművészeti kiállítást. Egyik szervezője és fő ideológusa lett a Vándorkiállítók Társaságának, mely az újat akaró orosz képzőművészek gyűjtőhelye lett.
Kramszkoj művészetében a legértékesebbek a kortársakról festett arcképei. Az 1860-as években készítette felesége, Szofja Nyikolajevna portréját, valamint a korai korszakát rendkívül kifejező ovális Önarckép-ét (1867). Egyik legismertebb festménye a Krisztus a pusztában (1872), egy magányos, töprengéseibe merülő ember képe, akinek szinte az egész égbolt a vállára nehezedik. Lev Tolsztoj egy levelében azt írta: „Ez a legjobb Krisztus, melyet ismerek.” Maga a művész azt nyilatkozta, hogy a kép a saját gondolatainak, tépelődéseinek kifejeződése.
1873 nyarát a művész vidéken, Tolsztoj birtokának szomszédságában töltötte és két portrét is festett az íróról. Az esemény Tolsztoj művészetében is nyomot hagyott: Kramszkoj volt a prototípusa Mihajlov festőnek az Anna Karenyina című regényben. A művészetpártoló és műgyűjtő Tretyakov megrendelésére Kramszkoj az 1870-es években kora számos hírességének portréját festette meg, köztük Siskin tájképfestő (1874 és 1880), Ivan Goncsarov (1874), Mihail Szaltikov-Scsedrin (1879) és Pavel Tretyjakov (1876) arcképét is. Ekkor készült a már halálos beteg Nyekraszovot ábrázoló festménye is (N. A. Nyekraszov az Utolsó dalok idején, 1877).
Festői öröksége meglehetősen egyenetlen. A 19. századi orosz portréfestészet egyik legnagyobb mestere más műfajokban már kevésbé volt sikeres. Nagyméretű sokalakos festményén, a Kacagás-on éveken át (1877–1882) megfeszített erővel dolgozott, de a Krisztust kigúnyoló tömeg ábrázolása meghaladta erőit, művét nem is fejezte be. Portréfestőként sok megrendelése volt, a cári család egyes tagjait is megfestette, így az 1880-as években már anyagi gondjai nem voltak. A megfeszített munka azonban hamar aláásta egészségét, kevéssel ötvenedik születésnapja előtt halt meg.

## Műveiből

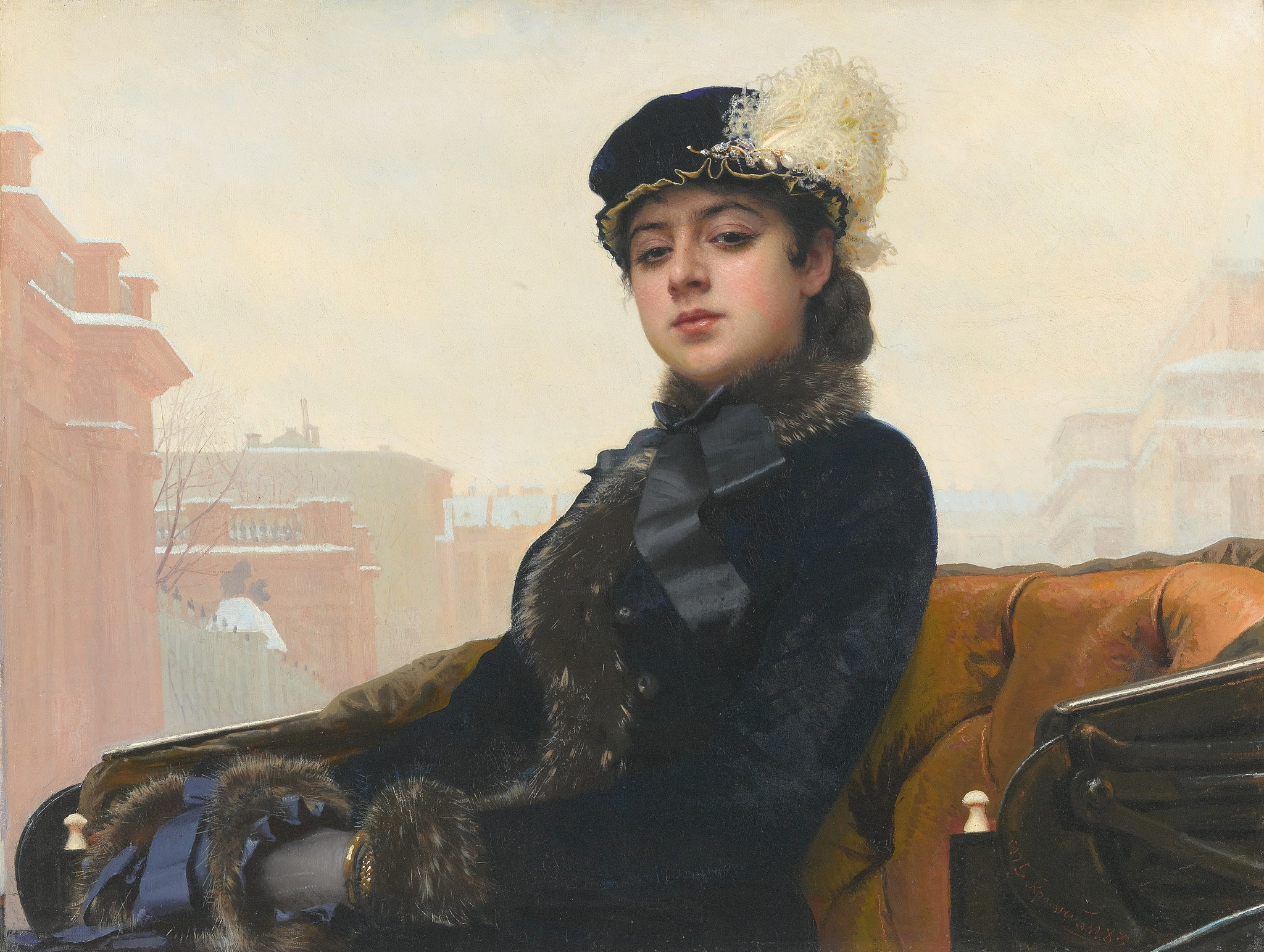
Ismeretlen nő, 1883
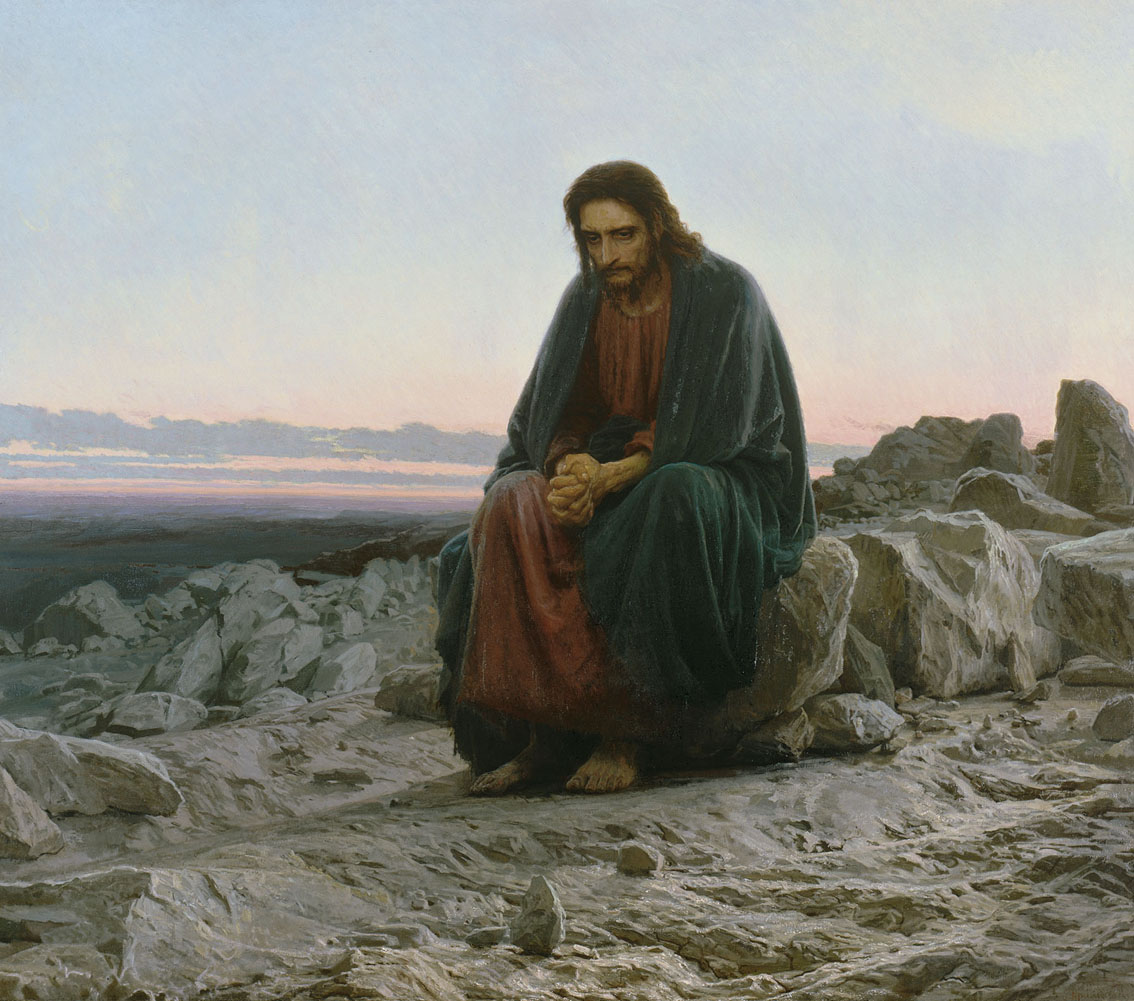
Krisztus a sivatagban, 1872
Gribojedov arcképe, 1875
Siskin festő arcképe, 1873